# 光景嶺 (布碌崙)
光景嶺（英語：Prospect Heights）是美國紐約州紐約市布碌崙區西北部的一個社區，西接法烈布殊大道，北接大西洋大道，南接始於大軍團廣場的東邊徑，東接華盛頓大道（Washington Avenue）。
該社區由紐約市警務處第78專區負責。